# Magaliesberg
Il Magaliesberg è una catena montuosa del Sudafrica nordoccidentale, che si estende da Pretoria (provincia del Gauteng) fino a sud di Pilanesberg (provincia del Nordovest). Il punto più alto è la vetta del Nooitgedacht (1.852 m). La catena costituisce la linea di demarcazione fra i due altopiani del Bushveld (a nord, più basso e caldo) e dell'Alto Veld (a sud, più alto e freddo).

## Clima
Il clima della zona è caratterizzato da estati calde con precipitazioni (650 mm annui) associate frequenti temporali e inverni relativamente freddi che possono dar luogo anche a formazione di brina nelle valli sul lato meridionale della catena, cioè quelle non esposte al sole, mentre questo non succede per le vallate rivolte a nord.

## Etimologia
Il nome "Magaliesberg" (in afrikaans, "monti di Magali") deriva dal sovrano tswana Magali, che regnava sulla regione nell'epoca in cui vi giunsero i coloni voortrekker provenienti dalla Colonia del Capo.

## Luoghi di interesse
Nella regione dei Magaliesberg si trovano diverse aree protette, incluso il sito UNESCO chiamato "Culla dell'umanità", dove si trovano resti di ominidi di oltre 2 milioni di anni d'età, e la Kgaswane Mountain Reserve, una riserva naturale di 4257 ettari. Lungo tutta la catena si sviluppa un sistema di riserve naturali minori, sia pubbliche che private. Sulle pendici dei monti si trovano diverse strutture fortificate risalenti alle guerre boere.